# Gunilla Nyroos

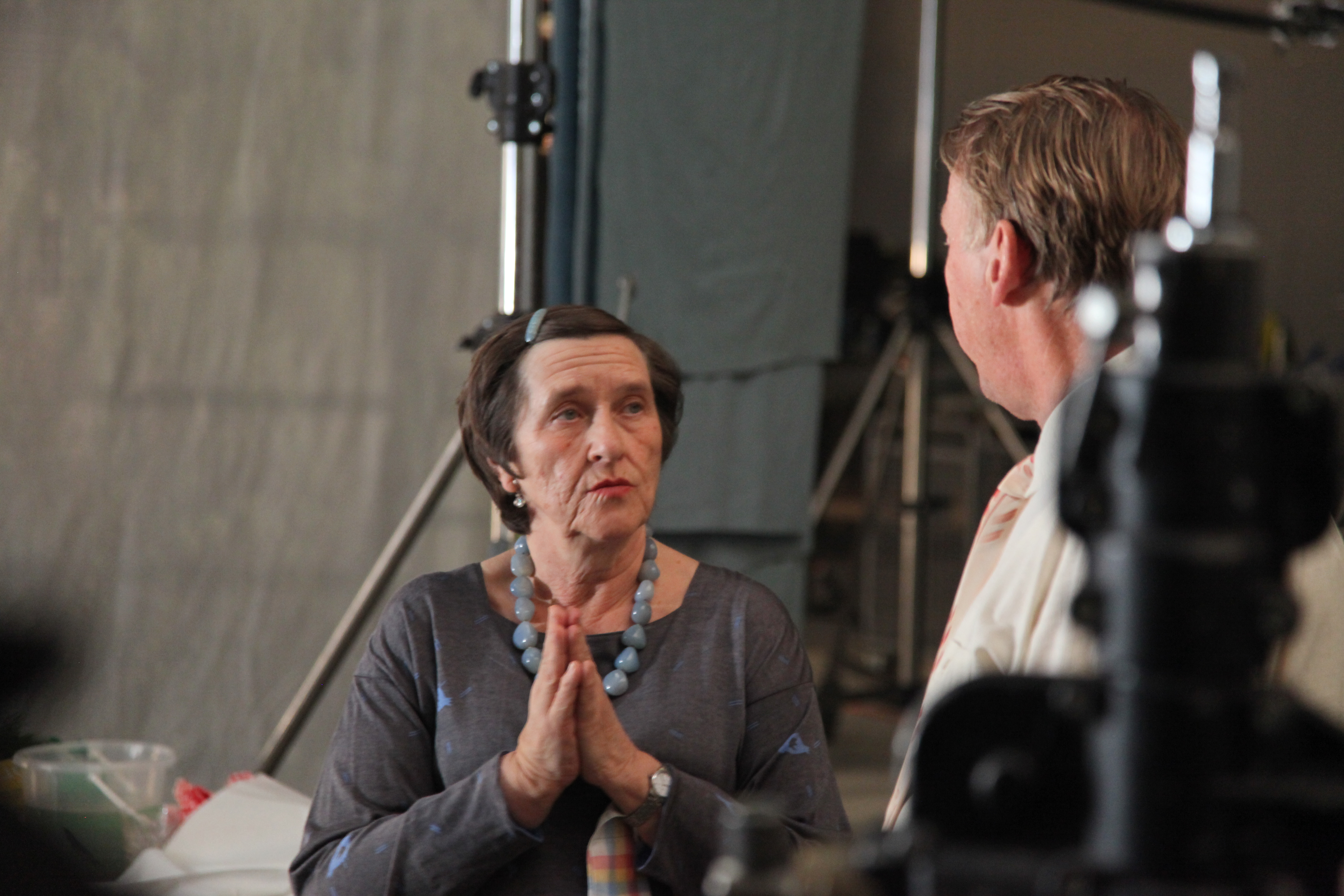
Gunilla Nyroos (2012)

Gunilla Birgitta Nyroos (* 7. Oktober 1945 in Vaasa, Finnland) ist eine schwedischsprachige finnische Schauspielerin. 
Sie ist mit dem Regisseur und Schauspieler Lennart Hjulström verheiratet.

## Filmografie
Sie hat in über 30 schwedischen Filmen mitgespielt, unter anderem in
- 1983: Ein Berg auf der Rückseite des Mondes (Berget på månens baksida)
- 1987: Mio, mein Mio (Mio min Mio)
- 1991: Den goda viljan (Fernsehmehrteiler)
- 1992: Die besten Absichten (Den goda viljan)
- 2014: HalloHallo (Hallåhallå)